# Équipe d'Argentine de football à la Copa América 1979
L'équipe d'Argentine de football participe à sa 28e Copa América lors de l'édition 1979 qui s'est déroulé du 18 juillet au 11 décembre 1979. Aucun pays organisateur n'est désigné : chaque match se déroule sur le territoire du premier nommé.

## Résultats

### Premier tour

#### Groupe B
| Classement final |           |     |   |   |   |   |    |    |      |
|                  | Équipe    | Pts | J | G | N | P | BP | BC | Diff |
| 1                | Brésil    | 5   | 4 | 2 | 1 | 1 | 7  | 5  | +2   |
| 2                | Bolivie   | 4   | 4 | 2 | 0 | 2 | 4  | 7  | -3   |
| 3                | Argentine | 3   | 4 | 1 | 1 | 2 | 7  | 6  | +1   |

| 18 juillet | Bolivie   | 2 | 1 | Argentine |
| 2 août     | Brésil    | 2 | 1 | Argentine |
| 8 août     | Argentine | 3 | 0 | Bolivie   |
| 23 août    | Argentine | 2 | 2 | Brésil    |

| 18 juillet 1979 | Bolivie           | 2 – 1   | Argentine | Estadio Hernando Siles (La Paz)                 |                                                 |
|                 | Reynaldo 29e, 66e | (1 - 1) | López 5e  | Spectateurs : 40 000 Arbitrage : Octavio Sierra | Spectateurs : 40 000 Arbitrage : Octavio Sierra |

| 2 août 1979 | Brésil             | 2 – 1   | Argentine  | Maracanã (Rio de Janeiro)                      |                                                |
|             | Zico 2e · Tita 54e | (1 - 1) | Coscia 29e | Spectateurs : 130 000 Arbitrage : Edison Pérez | Spectateurs : 130 000 Arbitrage : Edison Pérez |

| 8 août 1979 | Argentine                                   | 3 – 0   | Bolivie | Estadio José Amalfitani (Buenos Aires)          |                                                 |
|             | Passarella 1re · Gáspari 15e · Maradona 65e | (2 - 0) |         | Spectateurs : 30 000 Arbitrage : Sergio Vásquez | Spectateurs : 30 000 Arbitrage : Sergio Vásquez |

| 23 août 1979 | Argentine                           | 2 – 2   | Brésil                          | Stade Monumental (Buenos Aires)                |                                                |
|              | Passarella 38e · Díaz 71e · Gallego | (1 - 1) | Sócrates 17e, 65e (pen.) · Zico | Spectateurs : 68 000 Arbitrage : Roque Cerullo | Spectateurs : 68 000 Arbitrage : Roque Cerullo |

## Navigation